# دالنووستوچنویه
دالنووستوچنویه (به لاتین: Dalnevostochnoye) یک منطقهٔ مسکونی در روسیه است که در استان آمور واقع شده‌است.